# Kneifzange

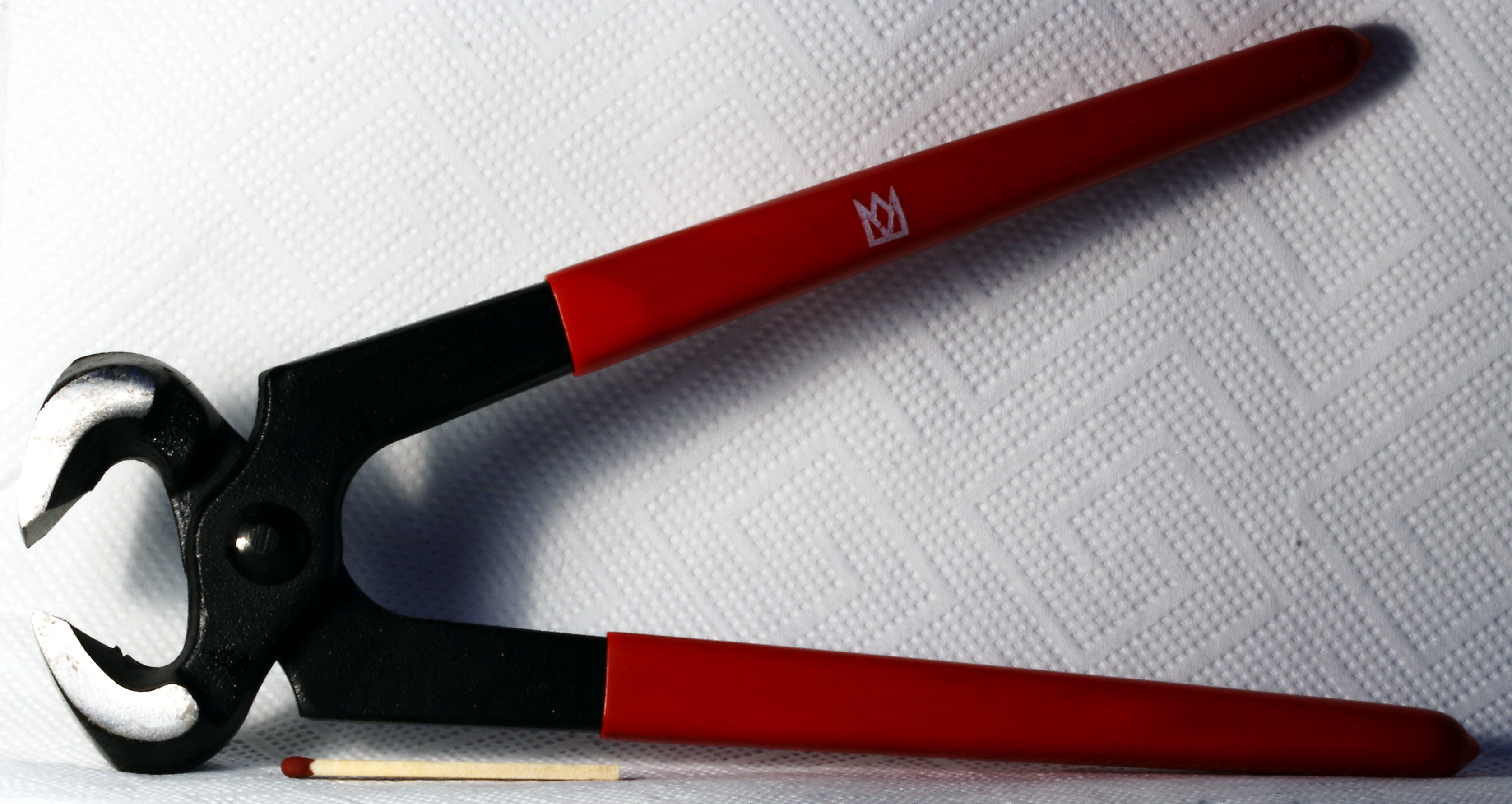
Kneifzange mit kunststoffüberzogenen Griffen (keine elektrische Isolation)

Die Kneifzange, auch Kneife, Beißzange oder Kantenzange genannt, ist eine Zange mit zwei keilförmigen Schneiden.
Die Kneifzange dient zum Herausziehen von Nägeln und zum Abkneifen von Draht oder dünnen Metallstiften. Sie ist aus Werkzeugstahl gefertigt und eine der ältesten Zangenformen überhaupt. Je nach Größe und Form des Zangenkopfes lassen sich mit einer rollenden Hebelbewegung Nägel und Krampen aus festem Untergrund herausziehen.
Der Kneifzange ähnlich sind die Monierzange und auch der Vornschneider, von beiden unterscheidet sie sich unter anderem durch einen größeren Zangenkopf und einen größeren Abstand der Schneiden zum Gewerbe (bzw. Gelenk), wodurch die greifende Funktion in den Vordergrund rückt.

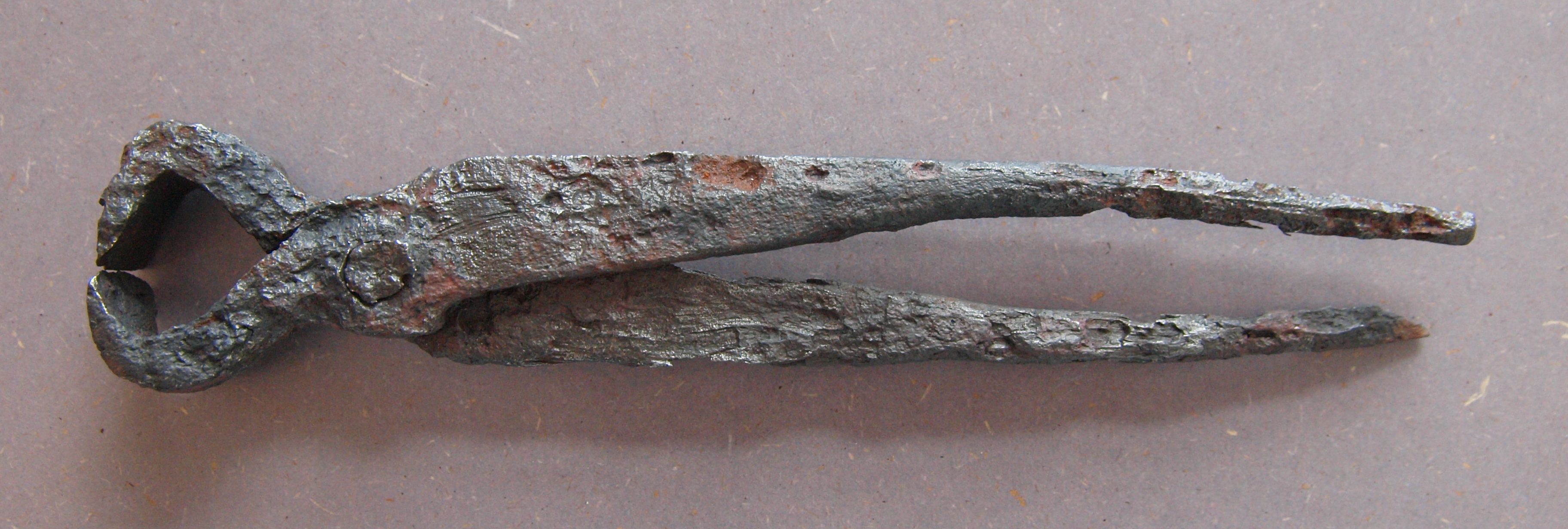
Ausgrabungsfund aus Hamburg, 15.–16. Jahrhundert